# Het onkruid en de bloem
Het onkruid en de bloem (oorspronkelijke titel: Go ask Alice) is een boek in dagboekvorm uit 1971. Het is het verhaal van een Amerikaans meisje dat op vijftienjarige leeftijd verslaafd raakt aan drugs en uiteindelijk sterft door een overdosis. Het boek werd oorspronkelijk gepresenteerd als het "echte dagboek" van de anonieme hoofdpersoon. Het wordt nu meestal gezien als fictie, geschreven door de Amerikaanse therapeut Beatrice Sparks. Het is in veel talen vertaald en was een internationale bestseller. De Nederlandse vertaling is van Remco Campert.

## Verhaal
Het verhaal speelt zich af in de Verenigde Staten tussen 1968 en 1970. Plaats van handeling zijn de staten Californië, Colorado en Oregon, en de stad New York. De ik-persoon is een meisje dat 15 jaar oud is als het verhaal begint; haar naam wordt niet genoemd.
Op een feestje krijgt de ik-persoon zonder het te weten in een glas frisdrank LSD toegediend, en beleeft een plezierige trip. De volgende dagen trekt ze op met de andere tieners die op het feest waren en gebruikt meer drugs. Ze raakt bevriend met Chris, een hip meisje met wie ze drugs blijft gebruiken. Ze gaan uit met de studenten Richie en Ted, die de meisjes overhalen om drugs te verkopen op scholen. Als ze beseffen ze dat hun vriendjes hen alleen gebruiken om geld te verdienen, geven ze hen aan bij de politie en vluchten naar San Francisco. Daar maken ze kennis met de oudere Shelia en haar vriend. Zij laten Chris en de dagboekschrijfster kennismaken met heroïne en verkrachten hen als ze onder invloed van de drug zijn. De ik-persoon en Chris weten te ontkomen, beginnen een winkeltje in Berkeley maar keren uiteindelijk terug naar huis.
Thuis probeert de ik-persoon tevergeefs clean te blijven. Samen met Chris wordt ze door de politie betrapt op drugsgebruik. Als ze op een nacht high is loopt ze van huis weg. Ze reist naar verschillende steden, blijft drugs gebruiken, verdient geld als prostitué en wordt uiteindelijk dakloos. Een priester brengt haar weer in contact met haar familie. Ze is vastbesloten geen drugs meer te gebruiken en gaat terug naar school. Haar oude vrienden vermijden haar en de mensen met wie ze drugs gebruikte vallen haar lastig op school. Uiteindelijk drogeren ze haar tegen haar wil; ze raakt in een psychose en wordt opgenomen in een psychiatrisch ziekenhuis.
Na ontslag uit het ziekenhuis gaat ze terug naar huis. Ze kan nu beter met haar familie opschieten, maakt nieuwe vrienden en krijgt een relatie met de student Joel. In een optimistische stemming besluit ze te stoppen met het bijhouden van haar dagboek en in plaats daarvan haar problemen en gedachten met andere mensen te bespreken.
Een epiloog vermeldt dat de dagboekschrijfster drie weken na dit besluit overleed. Haar ouders troffen haar 's avonds thuis dood aan. Ze was gestorven aan een overdosis drugs; het is onduidelijk of dit per ongeluk of met opzet is gebeurd.

## Ontvangst
Het boek is geschreven voor jongvolwassenen. Het werd geprezen omdat het een sterke boodschap verkondigde over de gevaren van drugsmisbruik. Het boek werd wereldwijd een bestseller. Onder andere in de Verenigde Staten was het echter ook omstreden vanwege het soms grove taalgebruik en de expliciete verwijzingen naar seks, verkrachting en drugsgebruik. (School)bibliotheken mochten het daarom niet altijd in hun collectie hebben. Ook werd het verhaal door sommige critici omschreven als onrealistisch, vooral wat betreft de snelheid waarmee de hoofdpersoon verslaafd raakt aan harddrugs en volledig opgaat in de wereld van drugsgebruikers.
Het  boek werd in 1973 bewerkt tot de televisiefilm Go Ask Alice, met Jamie Smith-Jackson en William Shatner in de hoofdrollen. In 1976 ging een toneelstuk gebaseerd op het boek in première, geschreven door Frank Shiras.
In 1973 verscheen er een Nederlandse vertaling van Remco Campert onder de titel Het onkruid en de bloem. Ook in Nederland was het boek heel succesvol, werd vele keren herdrukt en bleef lang populair onder jongeren.

## Titel en naam hoofdpersoon
De titel Go ask Alice is ontleend aan een regel uit het door Grace Slick geschreven nummer "White Rabbit" van de band Jefferson Airplane: "Go ask Alice/when she's ten feet tall". Deze tekst verwijst weer naar Lewis Carroll's roman Alice's Adventures in Wonderland, waarin Alice dingen eet en drinkt die haar groter of kleiner laten worden. Het lied wordt gezien als een metafoor voor een drugservaring. De naam van de ik-persoon in het verhaal wordt nooit genoemd maar is niet Alice. In de televisiefilm en het toneelstuk die op basis van het boek werden gemaakt wordt de hoofdpersoon wel Alice genoemd.

## Dagboek of fictie
Go ask Alice werd door de uitgever gepresenteerd als een echt dagboek. De naam van de overleden dagboekschrijfster zou op verzoek van haar ouders geheim worden gehouden. Al in de late jaren 1970 rezen er vragen over de authenticiteit van het dagboek en de echte identiteit van de schrijver. Het wordt nu algemeen gezien als fictie, geschreven door de Amerikaanse therapeute Beatrice Sparks (1917-2012). Sparks noemde zichzelf eerst alleen maar de redacteur, maar bleek geregistreerd te staan als de officiële auteursrechthouder van de tekst. Dit wijst erop dat zij de enige schrijver is.
Sparks zou het boek geschreven hebben om het grote publiek te waarschuwen voor de gevaren van drugsgebruik door jongeren. Zij schreef meer boeken die zogenaamd gebaseerd waren op dagboeken van probleemjongeren. Sommige bronnen noemen de schrijfster Linda Glovach als co-auteur.